# Ozero Voron (sjö i Belarus)
Ozero Voron (ryska: Озеро Воронь) är en sjö i Belarus.   Den ligger i voblasten Vitsebsks voblast, i den norra delen av landet, 140 km nordost om huvudstaden Minsk. Ozero Voron ligger 156 meter över havet. Arean är 2,3 kvadratkilometer. Den sträcker sig 2,1 kilometer i nord-sydlig riktning, och 2,2 kilometer i öst-västlig riktning.
Omgivningarna runt Ozero Voron är en mosaik av jordbruksmark och naturlig växtlighet. Runt Ozero Voron är det ganska glesbefolkat, med 22 invånare per kvadratkilometer.